# Société Passy-Thellier
Pour les articles homonymes, voir Passy.
 (septembre 2024).
La Société Passy-Thellier est un constructeur automobile français.

## Production

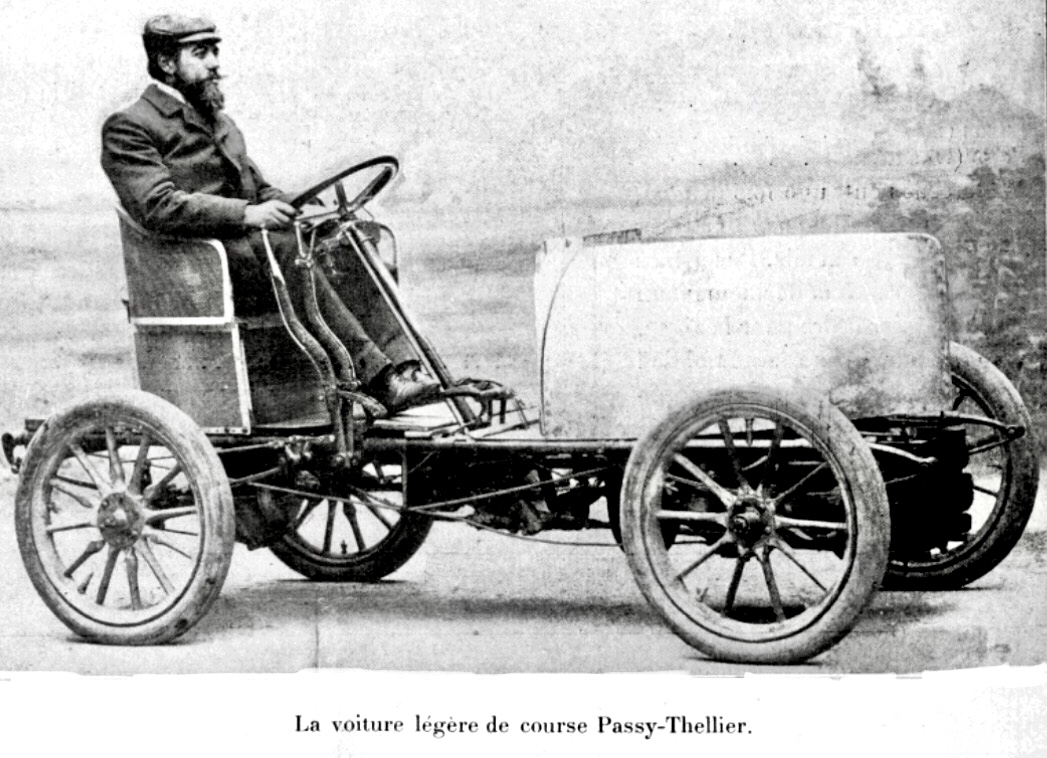
Passy-Thellier. Voiture de course.

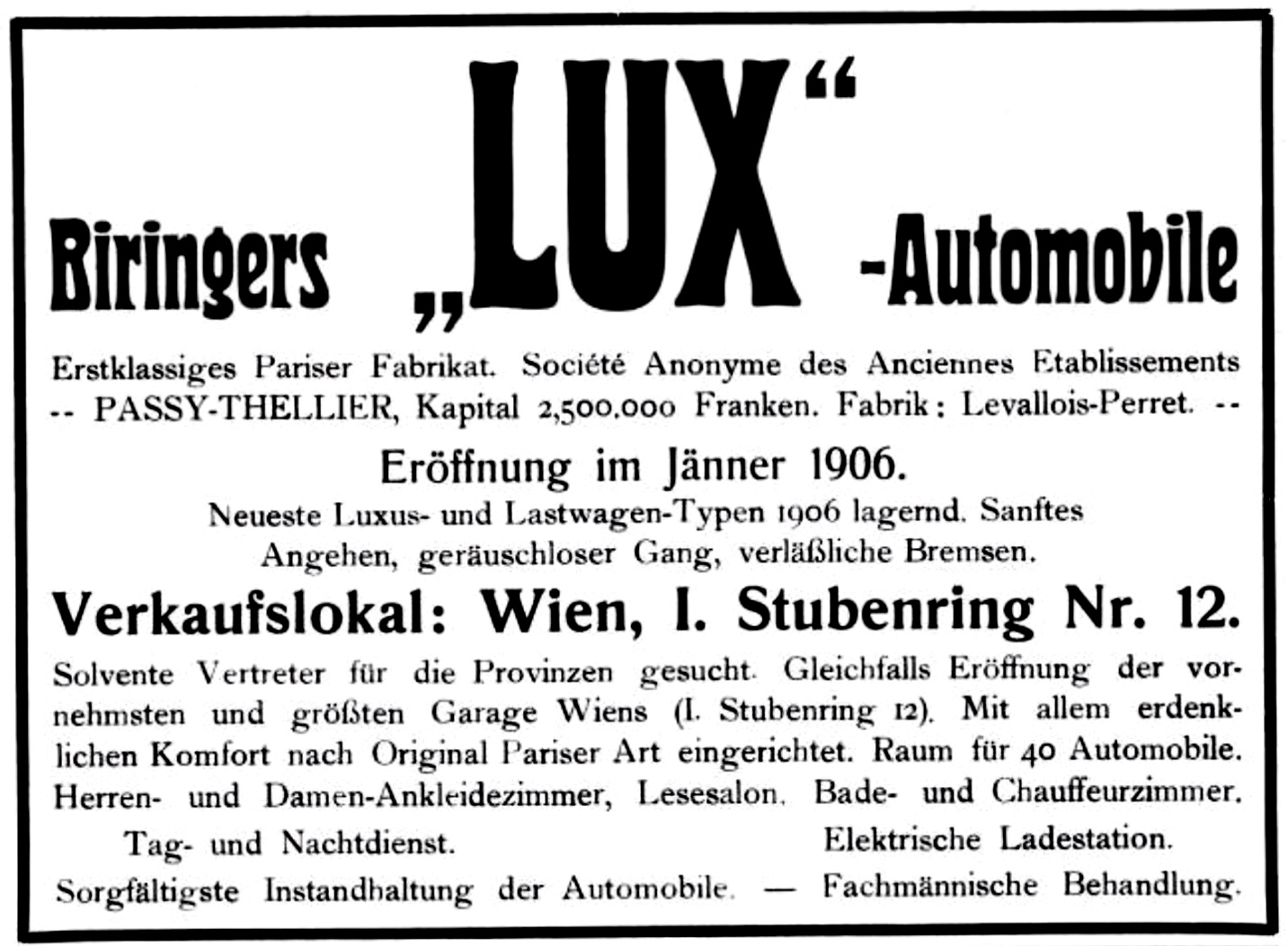
Représentation de Passy-Thellier en Autriche sous le nom commercial « Lux ».

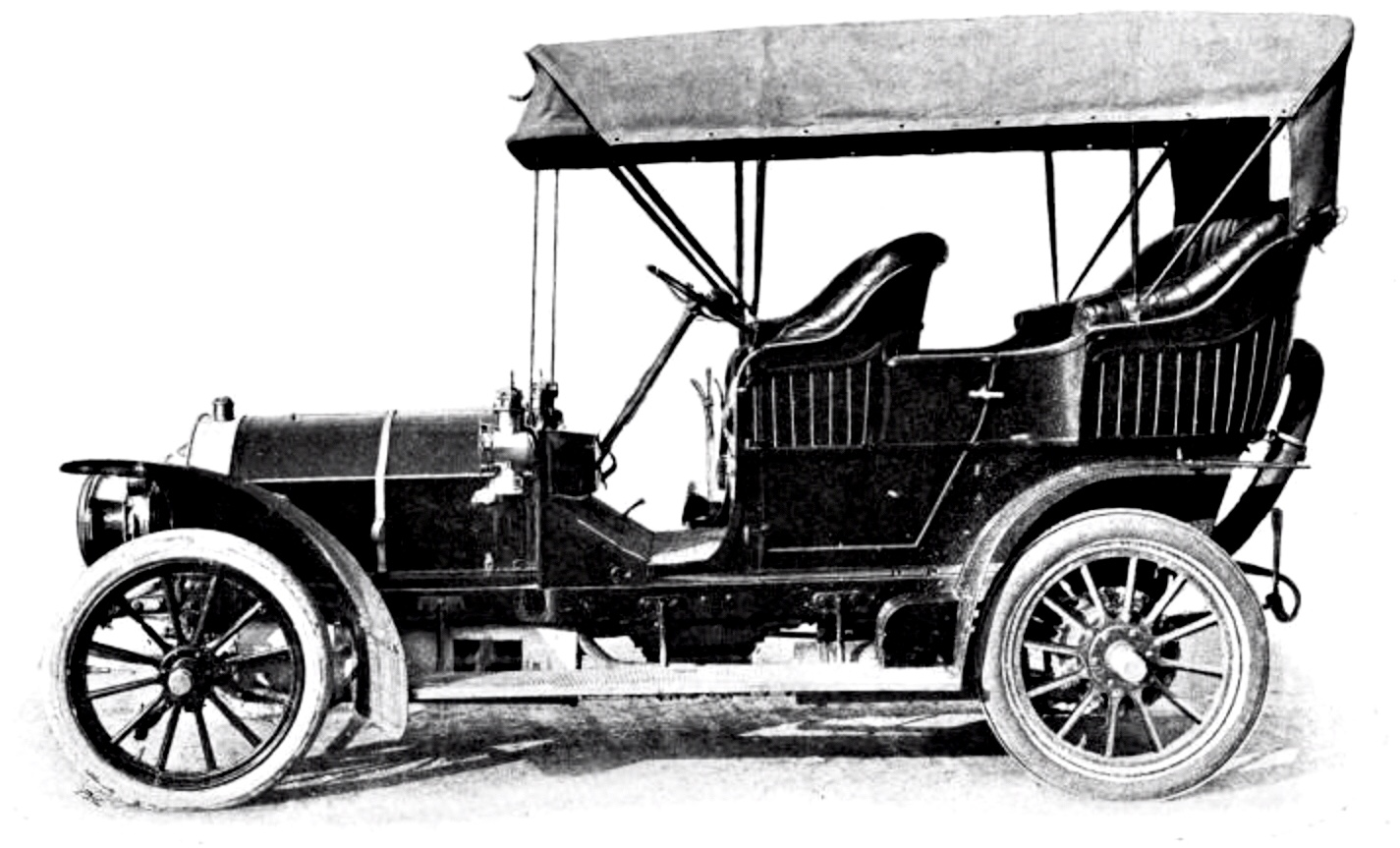
Passy-Thellier dans la version autrichienne « Lux » 16/20 CV.

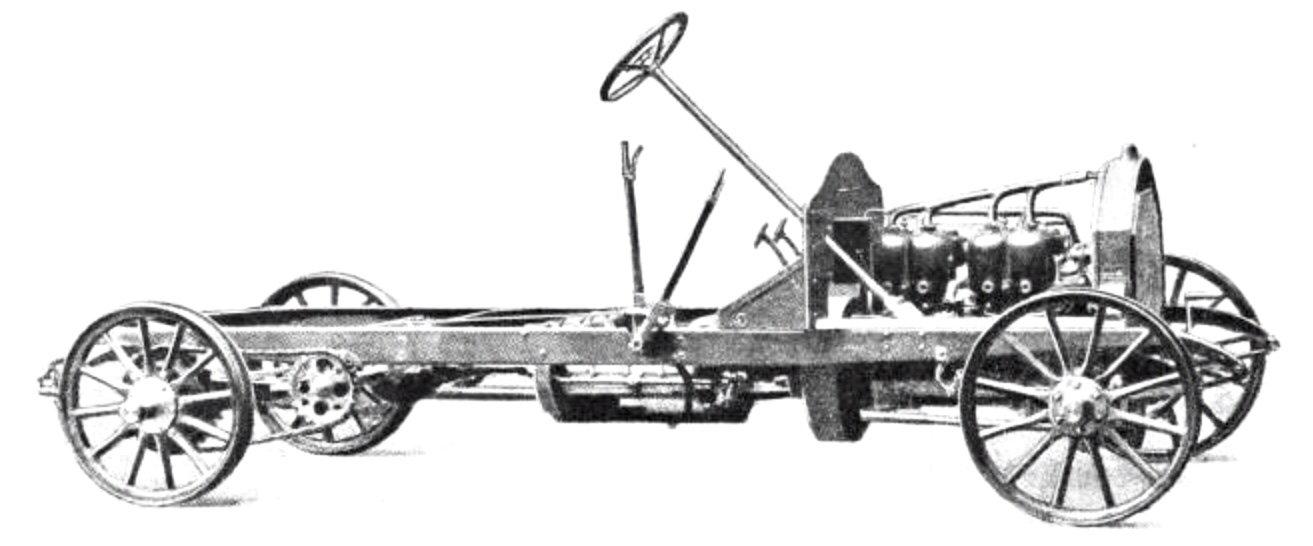
Passy-Thellier Chassis 16/20 CV.

La Société Passy-Thellier, basée à Levallois-Perret, est un constructeur automobile du début du XXe siècle. La production a commencé en 1903. Le capital social de la société s’élève à 2 500 000 francs. Plusieurs Passy-Thellier ont participé à la Course automobile Paris-Madrid via Bordeaux. Le meilleur résultat pour les véhicules Passy-Thellier a été obtenu par le pilote de course Legras avec le numéro de départ 32, qui a franchi la ligne d’arrivée à la 44e place. Les marques étaient Passy-Thellier et à partir de 1906, la mention de Mendelssohn a été ajoutée, qui provenait de l’un des nouveaux directeurs, E. G. Mendelssohn-Bartholdy. L’entreprise automobile berlinoise Solidor a été autorisée à reproduire les véhicules de Passy-Thellier moyennant des frais d’immatriculation. Les modèles de voitures bien connus de Passy-Thellier étaient les 
- 8/10 CV et le
- 10/12 CV tous deux avec moteur bicylindre.

Puis des modèles à quatre cylindres avec 
- 16/20 CV par Aster et
- 12/14 CV d’Abeille (Ateliers Veuve A. de Mesmay) et un
- 24 CV de Buchet.

En 1906, un modèle d’entrée de gamme avec un moteur monocylindre est ajouté en 
- 6/8 CV.

La puissance était transmise au différentiel de l’essieu arrière par l’intermédiaire d’un arbre à cardan. De là, le couple était transmis aux roues arrière au moyen d’une chaîne de chaque côté.
La société berlinoise Beaulieu & Krone devient licenciée de Passy-Thellier en 1905 et commence à produire des véhicules à un, deux et quatre cylindres. Les véhicules presque identiques à l’original avaient les mêmes moteurs de fournisseur d’Abeille, Buchet et Aster. Le nom de marque des automobiles était « Solidor ». La plupart des composants préfabriqués provenaient de France. Après l’arrêt de la production de véhicules par Passy-Thellier en raison d’un manque de demande, la production de véhicules a également été arrêtée à Berlin chez Beaulieu & Krone.
En janvier 1906, Theodor Biringer a fondé une 
Création du bureau de représentation de Passy-Thellier en Autriche . Les automobiles et les camions ont reçu le nom de vente « Lux ».
La production Passy-Thellier s’est terminée dès 1907.